# Ferrari 365 P Pininfarina
La Ferrari 365 P Pininfarina Berlinetta Speciale è una concept car realizzata nel 1966 dalla Pininfarina su disegno di Aldo Brovarone.

## Il contesto
La sua caratteristica principale era quella di avere una configurazione coupé con tre posti anteriori di cui quello centrale destinato al guidatore. Questa soluzione è stata ripresa anni dopo anche dalla McLaren F1.
Parte della meccanica era mutuata dalla Ferrari 365 P2, vettura da competizione degli stessi anni.
Il prototipo fu presentato al Salone dell'automobile di Parigi del 1966 come dream car e, l'anno successivo, ne fu realizzato un secondo esemplare, commissionato da Gianni Agnelli. Molti dei suoi tratti esterni si ritroveranno nelle successive Ferrari Dino 206 GT e 246.